# Bashkia e Kukësit
Bashkia e Kukësit är en kommun i Albanien.   Den ligger i prefekturen Qarku i Kukësit, i den norra delen av landet, 100 kilometer nordost om huvudstaden Tirana. Bashkia e Kukësit ligger vid sjön Liqeni i Fierzës.
Trakten runt Bashkia e Kukësit består till största delen av jordbruksmark.  Runt Bashkia e Kukësit är det ganska tätbefolkat, med 58 invånare per kvadratkilometer.